# Pierre Lees Melou
Pierre Lees Melou (ur. 25 maja 1993 w Langon) – francuski piłkarz, występujący na pozycji pomocnika we francuskim klubie Stade Brestois.  

## Kariera klubowa
| Sezon   | Klub      | Kraj    | Rozgrywki | Mecze | Bramki |
| ------- | --------- | ------- | --------- | ----- | ------ |
| 2015/16 | Dijon FCO | Francja | Ligue 2   | 16    | 2      |
| 2016/17 | Dijon FCO | Francja | Ligue 1   | 32    | 7      |
| 2017/18 | OGC Nice  | Francja | Ligue 1   | 0     | 0      |

Stan na: 25 lipca 2017 r.